# Tetralonioidella himalayana
Tetralonioidella himalayana là một loài Hymenoptera trong họ Apidae. Loài này được Bingham mô tả khoa học năm 1897.